# سیم‌پیچ چند فاز
سیم‌پیچ‌های چند فاز سیم پیچ‌های الکترومغناطیسی متصل به هم در یک چند فاز سیستم مانند یک ژنراتور یا موتور هستند. در سیستم‌های مدرن تعداد فازها معمولاً سه یا مضربی از سه است. هر فاز حامل یک جریان متناوب سینوسی است که فاز آن نسبت به یکی از همسایگان خود پیش فاز و نسبت به همسایه دیگر خود پس فاز می‌باشد. جریان‌های فاز در هر پریود از جریان متناوب، با اختلاف زمانی ثابت هستند. برای مثال در یک سیستم سه فاز، هرکدام از سه فاز یک سوم پریود با فاز بعدی اختلاف زمانی دارد.

## ساخت و ساز سیم پیچ
مانند تمام سیم پیچ‌های مورد استفاده در ماشین‌های الکتریکی، سیم‌پیچ‌های چند فاز (ساخته شده از سیم هادی عایق شده) در اطراف آرمیچرهای فرومغناطیس با تصویر شعاعی و حداکثر سطح هسته‌ای که در معرض میدان مغناطیسی قرار گرفته، زخم شده‌اند.
سیم پیچ‌ها در محیط ماشین الکتریکی به‌طور فیزیکی از هم جدا هستند. نتیجه چنین ترکیبی یک میدان مغناطیسی دوار است که برای تبدیل انرژی الکتریکی به انرژی مکانیکی چرخشی یا بالعکس، استفاده می‌شود.

## موتور و ژنراتور چند فاز
در مقایسه با موتورها و ژنراتورهای تک فاز، موتورهای چند فاز ساده‌تر هستند چرا که در آن‌ها نیازی به مدارهای خارجی (مانند خازن و سلف) برای تولید گشتاور اولیه، نمی‌باشد.
ماشین‌های چند فاز می‌تواند در هر چرخش از جریان متناوب قدرتی ثابت ارائه دهند؛ که در هنگام عبور جریان از دامنه صفر، ضربان موجود در ماشین تک فاز را از بین می‌برد.

## تاریخچه
استفاده از سیم پیچ‌های چند فاز در سیستم‌های الکتریکی قدرت، اولین بار توسط مهندسین: نیکولا تسلا، گالیله فراری و مایکل دولیو دوبروولسکی، استفاده شد.